# NGC 1753
NGC 1753 é uma galáxia espiral (Sa) localizada na direcção da constelação de Orion. Possui uma declinação de -03° 20' 41" e uma ascensão recta de 5 horas, 02 minutos e 32,2 segundos.
A galáxia NGC 1753 foi descoberta em 31 de Outubro de 1886 por Lewis A. Swift.